# Mathieu Kessels (beeldhouwer)
Mathieu (Matthijs, Matthias) Kessels (Maastricht, 20 mei 1784 - Rome, 4 maart 1836) was een Nederlands beeldhouwer, die voornamelijk in Sint-Petersburg, Brussel, Parijs en Rome werkte.

## Levensloop
Mathieu Kessels werd in 1784 in Maastricht geboren als vierde en jongste zoon van de meubelmaker Joachim Kessels en de uit Blerick afkomstige Margaretha Canjels. Toen hij zeven jaar oud was overleed zijn vader, waarna het gezin naar Blerick verhuisde. Zijn oudste broer werd later een bekend architect in Hamburg; een andere broer was de uurwerkmaker Hendrik Johan Kessels.
Na een leertijd bij een goudsmid in Venlo studeerde hij enige tijd aan de École nationale supérieure des beaux-arts in Parijs. Van 1806 tot 1814 werkte hij als zilversmid in Sint-Petersburg. In 1815 was hij korte tijd terug in Maastricht, waarna hij naar Parijs vertrok om daar bij de schilder Anne-Louis Girodet-Trioson in de leer te gaan. In 1819 exposeerde hij in de Parijse salon.
Vanaf 1819 werkte hij voornamelijk in Rome, aanvankelijk als leerling van de Deense beeldhouwer Bertel Thorvaldsen. In dat jaar won hij ook een belangrijke onderscheiding van de Accademia di San Luca in een concours dat door de Italiaanse beeldhouwer Antonio Canova was georganiseerd. Kessels was in Rome lid van het Koninklijk Nederlands Instituut Rome en de Accademia di San Luca (vanaf 1829 voorzitter). Tegelijkertijd was hij ook lid van de Academies in Antwerpen en Amsterdam (1824).
Andere Zuid-Nederlanders die in deze periode in Rome verbleven waren de uit Mechelen afkomstige beeldhouwers Jean-Louis van Geel en Louis Royer, de Luikenaren Louis Jehotte en Eugène Simonis, en de Boschenaar Johannes Antonius van der Ven. Van die laatste drie werd Matthieu Kessels de leermeester en via hun oefende hij grote invloed uit op het Neoclassicisme in België en Nederland.
Mathieu Kessels stierf in Rome aan borsttering, terwijl hij werkte aan het beeld De heilige engel Michael overwint de Hydra van de Anarchie voor de Kathedraal van Sint-Michiel en Sint-Goedele in Brussel. Kessels' leerling Johannes Antonius van der Ven vervaardigde een monument voor zijn graf in de kerk van San Giuliano dei Fiamminghi. Na zijn dood maakte Thorvaldsen voor de Belgische regering een inventaris van Kessels' nalatenschap en kwam het meeste in 1837 terecht in de Koninklijke Musea voor Schone Kunsten van België.

## Werk
Kessels is niet langer een bekende naam, maar in zijn tijd stond hij aangeschreven als een belangrijk kunstenaar. Hij behoorde tot de Romeinse school van neoclassicistische beeldhouwers, waartoe ook Canova en Thorvaldsen gerekend worden. Zij hielden strikt vast aan de esthetische principes van de Griekse en Romeinse klassieke kunst. Vanaf de late jaren 1820 maakte het pure classicisme bij Kessels plaats voor meer sentimentele elementen.
Kessels had belangrijke opdrachtgevers, van wie William Cavendish, de 6e hertog van Devonshire wellicht de trouwste was (Dag en Nacht, beide uit 1819, en Discuswerper uit 1828). Andere opdrachtgevers waren de hertog van Devonshire en de hertog van Alva (beiden een Diskuswerper), en de prins van Oranje (Cupido scherpt zijn pijlen). Mogelijk was het werk Rustende Paris, tegenwoordig in het Kasteel van Laken, een opdracht van de eerste Belgische koning.
Het Museum van Moderne Kunst in Brussel (onderdeel van de Koninklijke Musea voor Schone Kunsten van België) heeft ongeveer 75 werken van Mathieu Kessels. Vier gipsmodellen staan er permanent opgesteld in de afdeling Neoklassieken:
- Diskuswerper werpt de diskus (±1822/23)
- Genius van de dood dooft de vlam (±1829)
- Het grafmonument van de gravin van Celles (1832)
- Tafereel van de zondvloed[2] (±1835).

Het Rijksmuseum in Amsterdam bezit een bronzen versie van Kessels' Discuswerper. Een tweede bronzen versie staat in de tuinen van het Academiënpaleis in Brussel. Beide beelden zijn gegoten met behulp van het gipsmodel, dat zich in het museum in Brussel bevindt. De originele, marmeren uitvoering van dit beroemde beeld bevindt zich in Chatsworth House, North Derbyshire, Engeland.

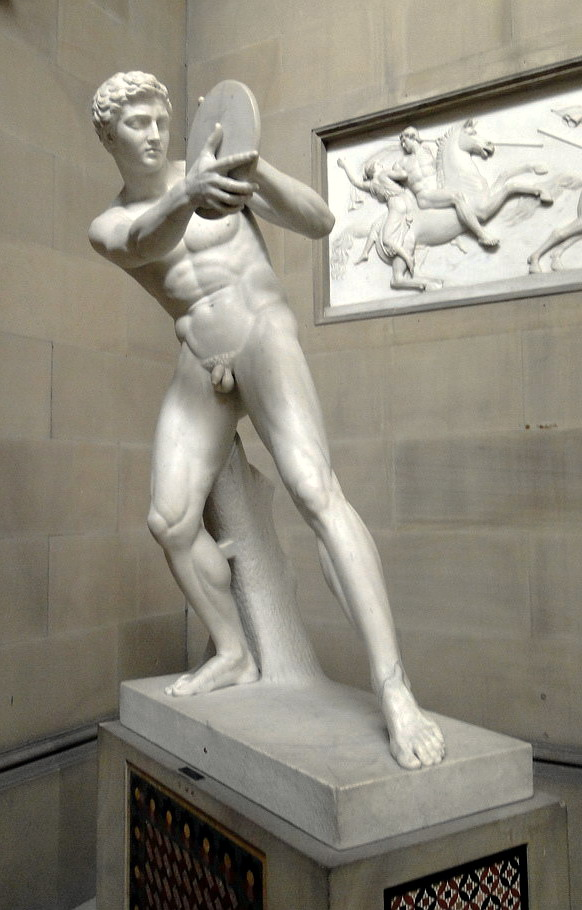
Discuswerper, Chatsworth House, North Derbyshire, Engeland
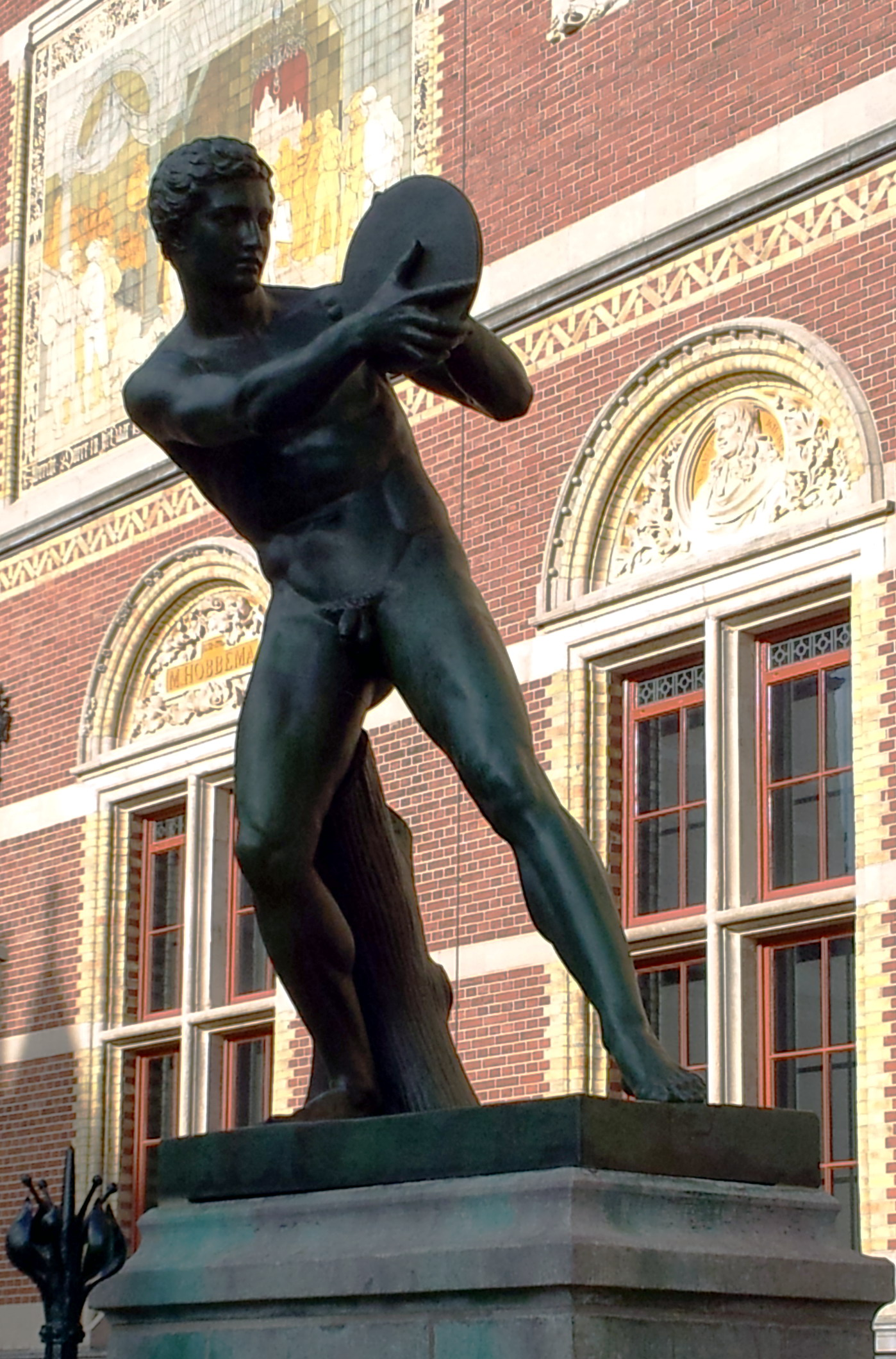
Discuswerper, Rijksmuseum, Amsterdam
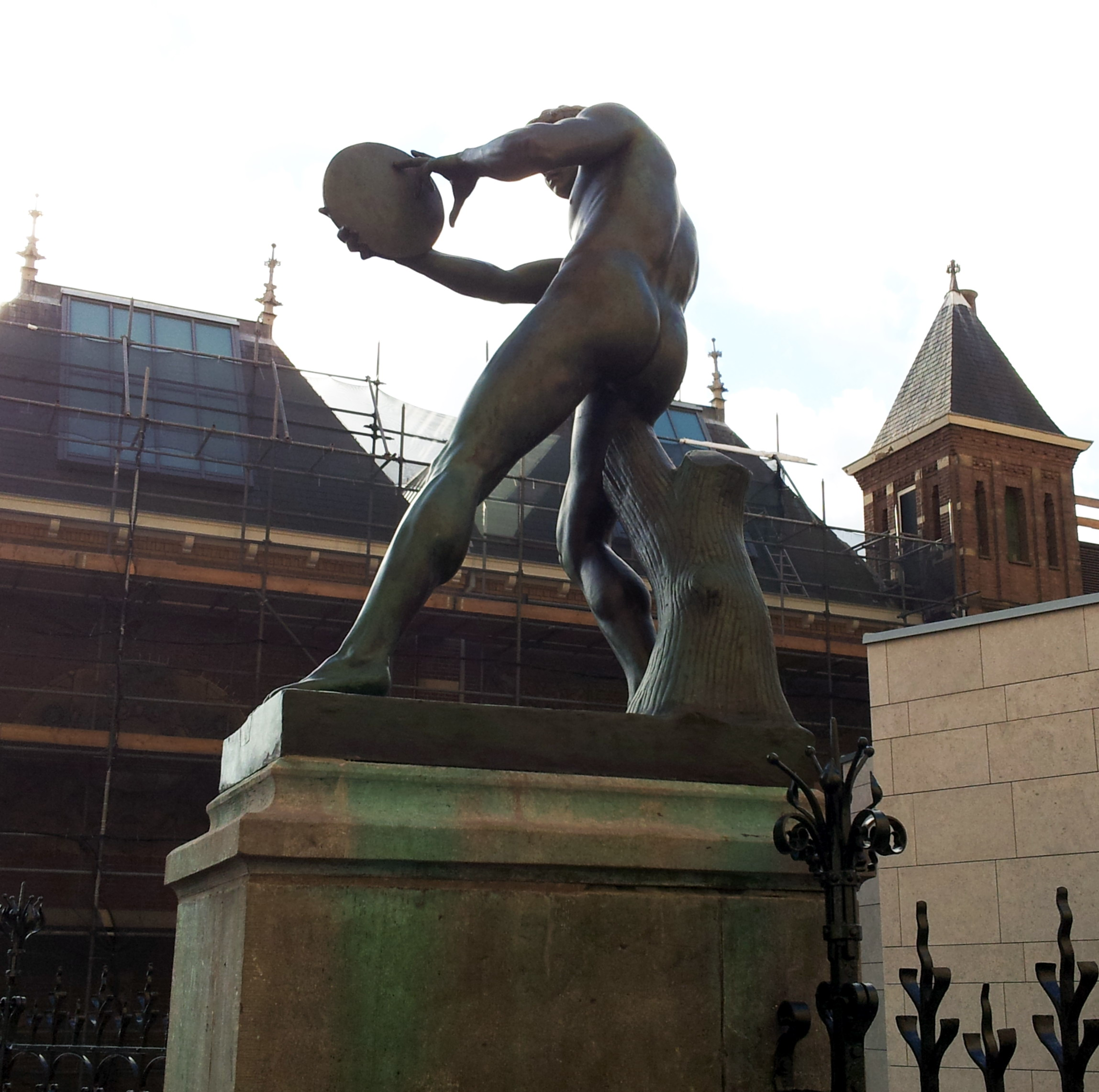
Discuswerper, Rijksmuseum, Amsterdam
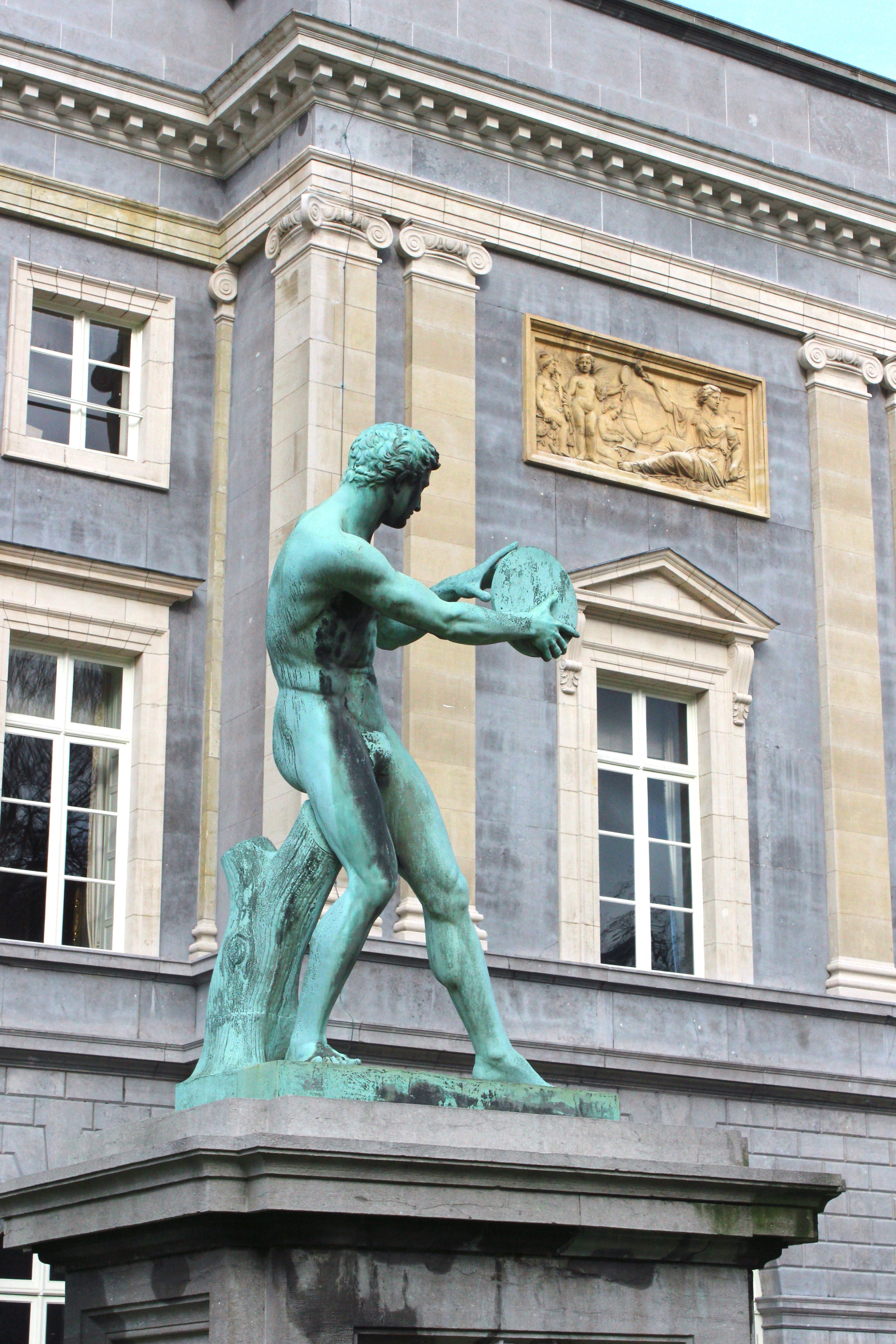
Discuswerper, Academiënpaleis, Brussel

Een ander bekend werk van Kessels is Tafereel van de zondvloed, waarvan een tweetal gipsen versies zich in de Koninklijke Musea te Brussel bevinden. Een marmeren kopie bevindt zich in Margam Castle (West Glamorgan, Wales). Verder bestaan er nog diverse gietijzeren en gipsen afgietsels. In het Walhalla nabij Regensburg bevindt zich een marmeren buste van Maarten Harpertszoon Tromp van de hand van Mathieu Kessels.
Kessels was ook als architect werkzaam. In 1831 ontwierp hij de pauselijke sterrenwacht in Rome.

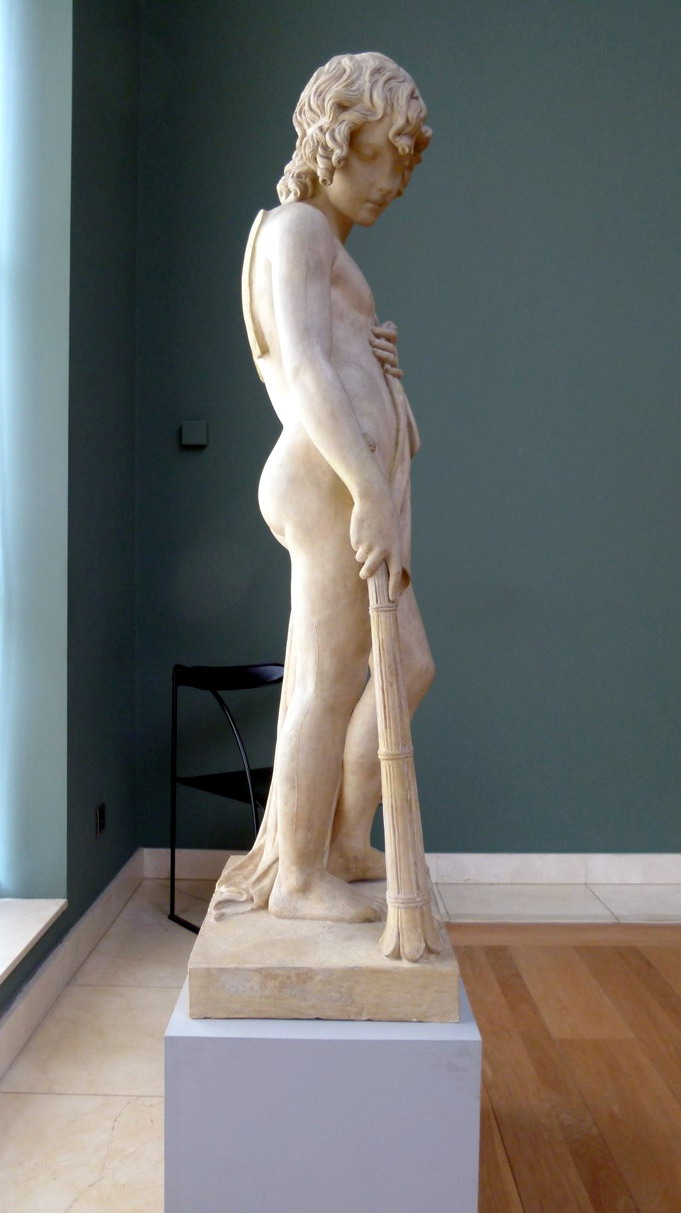
Genius dooft de vlam, Koninklijke Musea voor Schone Kunsten van België, Brussel
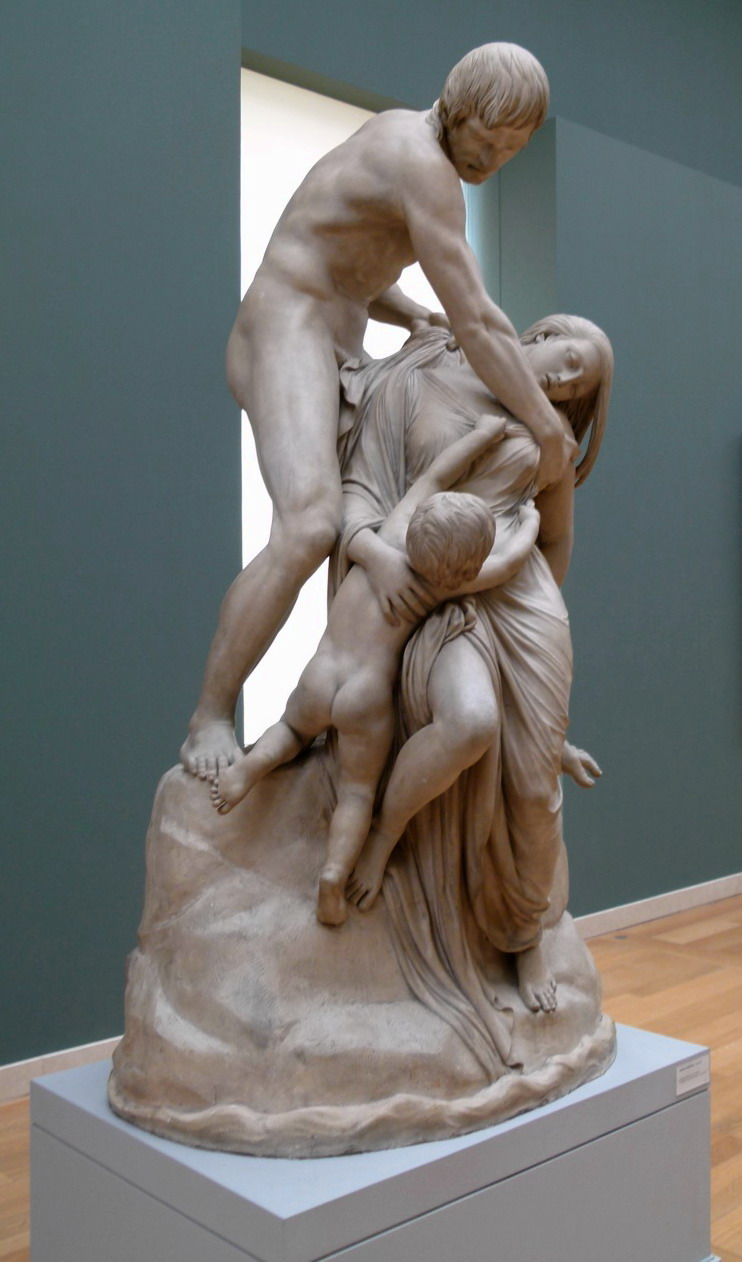
Zondvloedscène, Koninklijke Musea voor Schone Kunsten van België, Brussel
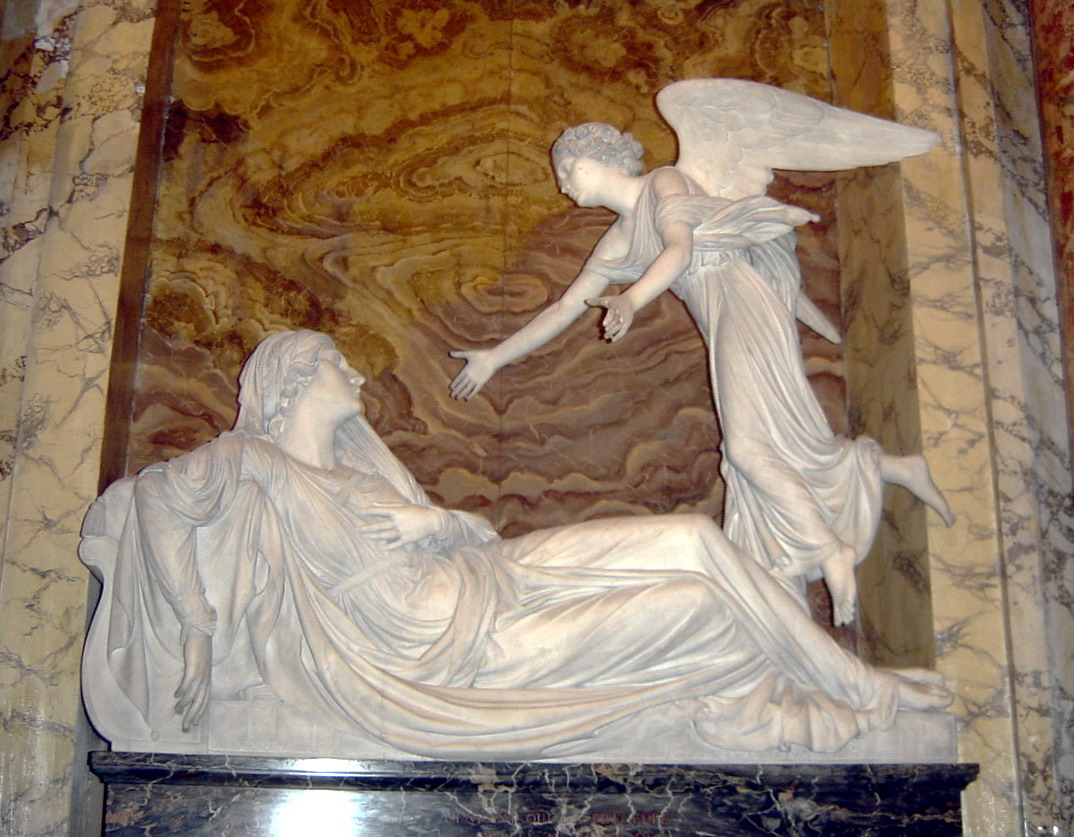
Grafmonument van de gravin van Celles, kerk van San Giuliano dei Fiamminghi, Rome
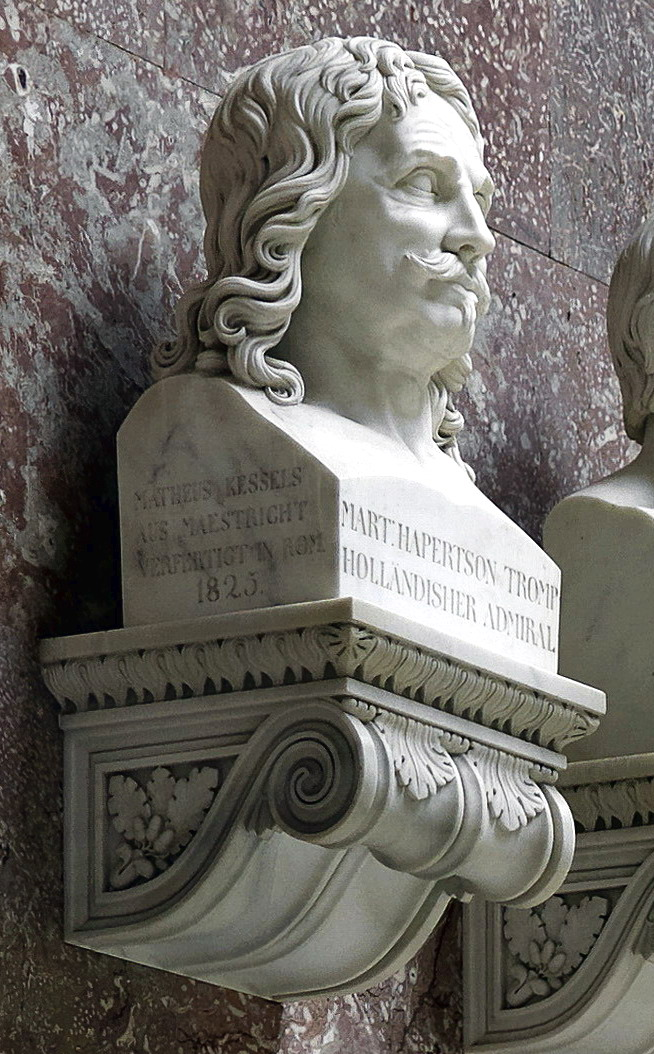
Portretbuste Maarten Harpertszoon Tromp, Walhalla, Regensburg

## Trivia
- De gemeente Maastricht bood Kessels in 1819 een gouden tabaksdoos aan als eerbetoon aan de winnaar van het Canova-concours. Als tegenprestatie wilde Kessels op het Vrijthof een beeld van Sint-Servaas plaatsen, maar het plan ging niet door omdat de protestantse burgemeester Hendrik Nierstrasz weigerde het benodigde marmer te betalen.[1]
- De Brusselse deelgemeente Schaarbeek heeft een straat vernoemd naar Mathieu Kessels. In Maastricht is de Kesselskade, voorheen Bokstraat, naar hem vernoemd.[3]

- Bibliothèque nationale de France: cb144377924 (data)
- Biografisch Portaal: 69595827
- Digitale Bibliotheek voor de Nederlandse Letteren: kess031
- Gemeinsame Normdatei: 119272717
- International Standard Name Identifier: 0000 0000 6677 1386
- Library of Congress Control Number: nr95019058
- Nederlandse Thesaurus van Auteursnamen: 07008386X
- RKD-Nederlands Instituut voor Kunstgeschiedenis: 44106
- Union List of Artist Names: 500094774
- Virtual International Authority File: 45107869
- WorldCat: E39PBJkMJYgpjv4CHbhyX8cF8C